# Руставская епархия
Руста́вская епа́рхия (груз. რუსთავის ეპარქია) — епархия Грузинской православной церкви.

## История
Согласно «Житию» царя Вахтанга Горгасали, составленному Джуаншером Джуаншериани, в 470-е годы Кахети-Эрети были учреждены 5 епархий, в том числе Руставская.
Из-за полного разорения города Рустави монголами во главе с Тамерланом епархиальный центр Руставской епархии был перенесен в монастырь Марткопи, однако архиерей по-прежнему назывался руствели.
30 июня 1811 года при упразднения автокефалии Грузинской православной церкви был образован Грузинский экзархат, при этом Руставская епархия вошла в состав Алавердско-Кахетинской (Алавердско-Телавской) епархии. При переустройстве епархий Грузинского экзархата, произошедшем 30 августа 1814 года, территория бывшей Руставской епархии отошла к Сигнахской и Кизикской епархии. С 28 декабря 1818 года — в составе Картали-Кахетинской епархии.
Была возрождена в 1995 году при переустройстве епархий Грузинского Патриархата.
17 октября 2002 года епархия стала именоваться Руставской и Марнеульской.
11 октября 2013 года решением Священного Синода из состава епархии была выделена самостоятельная Марнеульская и Худжабская епархия, в связи с чем епархия стала именоваться просто Руставской.

## Епископы
- 21 октября 1996 — 7 мая 2010 — Афанасий (Чахвашвили)
- c 7 мая 2010 года — Иоанн (Гамрекели)